# Пиньейру, Жуан
Жуа́н Пе́дру да Си́лва Пинье́йру (порт. João Pedro da Silva Pinheiro; род. 4 января 1988, Брага) — португальский футбольный судья. Судья ФИФА с 2016 года.

## Карьера
В 2015 году Жуан Пиньейру начал обслуживать матчи португальской Премьер-лиги. Его первая встреча в качестве арбитра состоялась 20 сентября 2015 года между «Академикой» и «Боавиштой».
В 2016 году он был включен в список арбитров ФИФА. 23 марта 2019 года он провел свой первый международный матч на взрослом уровне между сборными Бразилии и Панамы. Пинейру также работал на матчах египетской премьер-лиги и Саудовской профессиональной лиги в 2019 году.
В 2019 году он был назначен судьей финала Кубка португальской Лиги, который состоялся 26 января 2019 года между «Порту» и «Спортингом».
В 2025 году португальский судья обслуживал в качестве главного арбитра матч на Суперкубок УЕФА между ПСЖ и Тоттенхэмом.